# El fugitiu (pel·lícula de 1993)
El fugitiu (títol original en anglès: The Fugitive) és una pel·lícula policíaca estatunidenca, dirigida per Andrew Davis i estrenada el 1993. La pel·lícula és una adaptació de la cèlebre sèrie de televisió.

## Argument
A Chicago, el Dr. Richard Kimble és condemnat per l'homicidi de la seva esposa que descobreix quan torna d'una reunió. Kimble pretén haver-se trobat de cara amb l'homicida de la seva dona i haver-se barallat amb ell, tanmateix els inspectors no ho creuen i l'inculpen de l'homicidi. El doctor és ràpidament condemnat a mort i és enviat a presó. En el trasllat a la presó, una revolta dels presoners fa tombar l'autobús i provoca un descarrilament i permet a Richard Kimble i a un altre presoner evadir-se. Continua llavors una persecució entre el Marshal Samuel Gerard i Richard Kimble, que intenta per tots els mitjans provar la seva innocència i confondre el verdader culpable.
Harrison Ford dona un gir en la seva carrera rodant aquesta pel·lícula d'Andrew Davis, adaptació de la sèrie de televisió homònima. Encarna el doctor Richard Kimble acusat equivocadament de l'homicidi de la seva dona. Un acorralament despietat, per part del Marshal Samuel Gerard, interpretat per Tommy Lee Jones, porta Kimble fins a Chicago on ho farà tot per provar la seva innocència. La pel·lícula fou un èxit mundial que propulsà Harrison Ford cap al cim dels actors més populars de Hollywood i que permeté a Tommy Lee Jones obtenir l'Oscar al millor actor secundari.

## Repartiment
- Harrison Ford: Dr. Richard Kimble
- Tommy Lee Jones: Marshal Samuel Gerard
- Sela Ward: Helen Kimble
- Julianne Moore: Dr. Anne Eastman
- Joe Pantoliano: Marshal Cosmo Renfro
- Andreas Katsulas: Frederic Sykes
- Jeroen Krabbé: Dr. Charles Nichols
- L. Scott Caldwell: Marshal Poole
- Ron Dean: Detectiu Kelly
- Nick Searcy: Xèrif Rawlins
- Jane Lynch: Dr. Kathy Wahlund
- Tom Wood: Marshal Newman

## Premis i nominacions

### Premis
- Oscar al millor actor secundari per Tommy Lee Jones

### Nominacions
- Oscar a la millor pel·lícula
- Oscar a la millor fotografia
- Oscar als millors efectes visuals
- Oscar al millor muntatge
- Oscar a la millor banda sonora
- Oscar al millor so